# Ляпунов, Борис Валерианович
Бори́с Валериа́нович Ляпуно́в (30 июля 1921, Вятка — 27 мая 1972, Москва) — советский писатель-фантаст, публицист, сценарист, библиограф, журналист. Популяризатор ракетной техники, космонавтики, океанологии, химии и других наук. Неоднократно обращался к жанру научно-фантастического очерка. Один из первых отечественных историков и исследователей научной фантастики. Сценарист фильма «Дорога к звёздам» (1957, совместно с Василием Соловьёвым) и др.

## Биография
Борис Ляпунов родился 30 июля 1921 в Вятке.
Окончил Московский авиационный институт, участник организованных Яном Колтуновым в 1943—1948 годах Секции и Отделения подготовки и технического осуществления ракетных и космических полётов (ПТОРКП) Авиационного научно-технического общества студентов (АНТОС МАИ). По окончании института был направлен в НИИ-4 Академии артиллерийских наук, где проработал около года, а затем полностью переключился на научную журналистику и издание научно-популярной литературы, в первую очередь рассказывая о ракетной технике и будущих космических полётах. На протяжении 20 лет регулярно публиковался в журналах «Знание — сила», «Техника — молодёжи», «Юный техник», «Искатель» и др.
В 1955—1957 годах работал над сценарием научно-фантастического фильма «Дорога к звёздам» (1957, режиссёр Павел Клушанцев), названного по заключительной части его книги «Открытие мира» (1954). Позднее были написаны сценарии и для ряда научно-популярных фильмов. В 1959 году Борис Ляпунов был принят в члены Союза писателей.
Ляпунов рано начал интересоваться историей научной фантастики и уже в 1946 году составил капитальный аннотированный библиографический указатель «Научная фантастика», охватывающий журнальные публикации и книжные издания с конца XIX века по 1945 год — как русские и советские, так и зарубежные (в 1958 году им был подготовлен расширенный и переработанный вариант). На протяжении 1958—1960 годов в журнале «Юный техник» в рамках авторской рубрики «В мире мечты» он рассказывал читателям о научной фантастике, а главным итогом его деятельности в этой области стал историко-критический обзор научно-фантастической литературы, названный так же — «В мире мечты» (1970).
Благодаря его исследованиям и энтузиазму фактически заново было открыто творчество советского фантаста Александра Беляева, почти забытого в послевоенное время. Многие издания произведений этого писателя в 1950-е годы предварялись вступительными статьями Ляпунова (в том числе и первое собрание сочинений в двух томах, изданное в 1956 году), а в 1967 году вышла его критико-биографическая монография «Александр Беляев».

## Творчество

Обложка № 11 журнала «Знание — сила» якобы за 1974 год (1954)

В 1948 году в издательстве «Детгиз» увидела свет первая научно-популярная книга Ляпунова — «Ракета» (1950, 2-е дополненное издание), посвящённая истории использования ракет, а также настоящему и будущему ракетной техники. В 1950 году в журнале «Знание — сила» (№ 10) был опубликован его первый опыт в жанре научно-фантастического очерка — «Из глубины Вселенной», в котором автор обосновывал возможность того, что Тунгусская катастрофа произошла при попытке приземления межзвёздного корабля.
В 1954 году совместно с Г. И. Гуревичем, Ю. А. Долгушиным, В. Е. Львовым и другими он участвовал в создании «репортажа из будущего» о первом пилотируемом полёте на Луну в ноябре 1974 года. Это подобие литературной мистификации было опубликовано осенью 1954 года в журнале «Знание — сила» (якобы № 11 за 1974 год) и позднее по материалам этого номера был составлен сборник «Полёт на Луну» (1955), выпущенный «Трудрезервиздатом».
Затем Ляпунов написал научно-фантастический очерк «Земля — Луна — Земля», являющийся как бы прямым продолжением событий, изложенных в «Полёте на Луну». Рассказ был включён в его книгу «Мечте навстречу» (1957), которая представляла собой «футурологический» сборник очерков, повествующих о достижениях астронавтики к 2024 году: строительство орбитальной станции («Стройка в пустоте»), первые полёты на Марс («Мы — на Марсе»), на Венеру и Меркурий («Ближайшие к Солнцу»). В заключительном очерке («Мечте навстречу») писатель от лица «авторов» грезит о будущих свершениях: старте межзвёздного флота, освоении Луны, изменении марсианского климата, создании искусственных планет и строительстве баз на астероидах (обсерватория на Эросе).
В книге «Открытие мира» в главе «Разведчик больших высот» в части «На пути к космическому кораблю» Ляпунов упомянул Сергея Павловича Королёва в качестве конструктора планёра с ракетным двигателем в 1940-м году. На момент первого, второго и третьего изданий книги Королёв был засекреченным конструктором межконтинентальных баллистических ракет и первых космических аппаратов, и его имя не подлежало разглашению.

## Библиография

Обложка книги «Мечте навстречу» (1957)

Обложка книги «В мире мечты» (1970)

## Фильмография
Сценарии:
- «Дорога к звёздам» (1957, совместно с Василием Соловьёвым)
- «Газовая турбина»
- «Биосфера»
- «Планета Океан»